# Bảo tàng Thành phố ở Tychy
Bảo tàng Thành phố ở Tychy (tiếng Ba Lan: Muzeum Miejskie w Tychach) là một bảo tàng tọa lạc tại số 1 Quảng trường Wolności, 43-100 Tychy, Ba Lan.

## Lược sử hình thành
Bảo tàng Thành phố ở Tychy được thành lập vào tháng 11 năm 2004. Bảo tàng chính thức mở cửa đón công chúng vào tháng 4 năm 2005.
Từ khi mới thành lập đến năm 2012, các bộ sưu tập của Bảo tàng Thành phố được đặt trong tòa nhà lịch sử trong khu phức hợp các tòa nhà Tyskie Browary Książęce, gần Bảo tàng Tyskie Browary Książęce. Năm 2012, các bộ sưu tập của Bảo tàng được chuyển đến tòa nhà mới ở số 1 Quảng trường Wolności, địa điểm này trước đây từng là Tòa thị chính.
Phòng triển lãm tại số 9 Phố Katowicka vẫn thuộc quyền sử dụng của Bảo tàng Thành phố cho đến cuối năm 2018.
Phòng trưng bày Thể thao Tyska được thành lập vào ngày 29 tháng 7 năm 2016 với tư cách là một chi nhánh của Bảo tàng Thành phố. Trụ sở của Phòng trưng bày Thể thao Tyska được đặt tại Sân vận động Thành phố.

## Triển lãm
Bộ sưu tập của Bảo tàng Thành phố ở Tychy hiện đang bao gồm các triển lãm thuộc các chuyên đề: lịch sử thành phố, nhiếp ảnh, nghệ thuật và dân tộc học.